# Аджава
Аджава (также аджанчи, аджа; англ. ajawa, ajanci, aja) — вымерший чадский язык группы северные баучи (варджи, па’а-варджи) западночадской языковой ветви. До начала XX века был распространён в центральной Нигерии (в селении Кворко на территории современного штата Баучи). Язык бесписьменный.

## Общие сведения
Язык аджава включается в группу северные баучи (варджи) (или B.2) подветви баучи-баде западночадской языковой ветви вместе с языками цагу (чивогай), дири, кария, мбурку (мбуруку, барке), мия, па’а (афава), сири, варджи и зумбун (джимбин). В рамках группы северные баучи к языку аджава наиболее близок язык мия.
В издании 1922 года Notes on the tribes, provinces, emirates and states of the northern provinces of Nigeria compiled from official reports by O. Temple (под редакцией Ч. Л. Темпла) упоминается об этнической общности аджава численностью около 500 человек, отчасти сохранявшей родной язык. В период между 1920-ми и 1940-ми годами по данным сайта Ethnologue носителей языка аджава практически не осталось. Представители племени аджава полностью перешли на язык хауса.
Сведения об этнической общности аджава и их языке приводятся в работе Х. Д. Гунна 1956 года Pagan peoples of the central area of northern Nigeria, в работе Р. Венте-Лукас 1985 года Handbook of ethnic groups in Nigeria, в исследовании Г. Соммера 1992 года A Survey on language death in Africa и в работах А. Харуны The endangered languages issue in Northern Nigeria: a Chadic perspective (2005) и On the moribund languages of Nigeria: The need for documentation (2008). Первым классифицировал аджава как язык группы северные баучи А. Н. Скиннер (A note on the North Bauchi language group, 1974).